# Stylops bisalicidis
Stylops bisalicidis är en insektsart som beskrevs av Pierce 1918. Stylops bisalicidis ingår i släktet Stylops och familjen stekelvridvingar. Inga underarter finns listade i Catalogue of Life.